# Церковь Святого Семейства (Чикаго)
Церковь Святого Семейства — католический собор в Чикаго.

## История
Инициатором строительства церкви был пастор Арнольд Дамен (1815—1890).
Церковь в середине XIX века находилась в районе города Чикаго, заселенном преимущественно итальянскими, немецкими и ирландскими эмигрантами. Церковь строилась на пожертвования самых бедных людей.
Церковь Святого Семейства — одно из трех зданий Чикаго, уцелевших во время Великого Чикагского пожара 1871 года. Патрик и Кэтрин О’Лири, согласно одной из версий Великого пожара, являвшиеся владельцами коровы, при дойке которой начался пожар, были прихожанами Церкви Святого Семейства.
Согласно легенде, когда в 1871 году, на расстоянии нескольких кварталов восточнее церкви, начался Великий пожар, то он распространился к церкви. Однако ветер изменился и церковь была спасена, в ознаменование чего были зажжены свечи и теперь, по сей день, в церкви, в восточном приделе горят семь электрических свечей в память об избавлении от пожара.
В 1984 году главное здание церкви было закрыто из-за прохудившейся крыши, которую не представлялось возможным починить. Церковные службы проходили в часовне в северном приделе здания. На Рождество 1987 года пастырю пришлось объявить прихожанам, что большая старая церковь будет снесена и заменена маленькой часовней, более соответствующей размерам прихода, в котором в то время насчитывалось приблизительно 150 прихожан. Прихожане расстроились этой новостью. В конце июня 1988 было основано Общество Сохранения церкви, выбран архитектор и начальник строительства. Летом 1990 года было объявлено, что должны быть собраны деньги в сумме 1000000 долларов, или будет отдан приказ о снесении церкви. Девиз и просьба были: «Помолитесь и Пошлите Деньги». И деньги прибыли. 30-го декабря СМИ объявили об открытых дверях в церкви и с полудня до 5 часов дня прибыло от 2 до 3 тысяч человек, предки которых посещали церковь и жили в этом районе, было собрано наличное пожертвование. К полуночному крайнему сроку были получены в общей сложности 1 011 000$. Люди спасли свою большую старую церковь, являющуюся памятником истории.
В 2019 году приходы Нотр-Дам-де-Чикаго и церкви Святого Семейства были объединены в рамках плана реконфигурации архиепархии Чикаго.

## Интерьер церкви и архитектурные особенности
Церковь отличается богатым убранством и украшена витражами.
Церковь Святого Семейства — один из лучших примеров Викторианской Готической архитектуры в стране. Площадь церкви — 15 000 квадратных футов, что обеспечивает 1 000 мест для прихожан. Церковь имеет 65-футовый потолок. Церковь в плане является крестообразной, ориентирована с севера на юг, с главным алтарем, расположенным в северном конце церкви.
В разное время были построены различные части огромной церкви. Первоначальное здание имело 146 футов длины и 85 футов ширины.
В 1862 году были достроены приделы, что увеличило ширину до 125 футам.
В 1866 году неф был расширен на 40 футов на юг при длине 180 футов. Архитектор Джон Винки, который руководил восстановлением церкви, используя литургическое объяснение приближения алтаря людям, пристроил платформу перед алтарем.
Окна нефа были сделаны в 1860 году и установлены Стеклянной Компанией Фон Герихтена в 1907 году.
Среди многих достойных внимания особенностей церкви — самые старые витражи в Чикаго и орган мирового класса, купленный округом в 1870 году.
Оригинальный большой орган был построен в 1870 году фирмой «Louis Mitchell & Son Co» из Монреаля, причем трубы и трубки органа были импортированы из Парижа. Орган имел 23 944 трубы, был акустически прекрасен и, как полагали, был одним из музыкальных шедевров своего времени.
В церкви насчитывается 29 деревянных статуй, выполненных скульптором 19-го столетия Шарльом Оливьером Дофином из Монреаля, это наиполнейшая коллекция работ скульптора.
Скульптурные и художественные работы в приделах церкви отражают жизнь различных этнических групп, которым округ служил все эти годы.
Церковь Святого Семейства является не только важным историческим памятником, но и архитектурной доминантой близлежащего района, постройки которого насчитывают не более трех этажей.